# Шамхальское восстание (1843)
Шамхальское восстание (1843) — восстание жителей Тарковского шамхальства и Мехтулинского ханства, поддержанное Северо-Кавказским Имаматом, против Российской империи, произошедшее в 1843 году. Именно в это время Северо-Кавказский имамат достиг пика своего могущества.

## Ход боевых действий
Проведение «экзекуций» (карательных экспедиций) против бунтующих кумыкских аулов, бесчинства феодалов — ставленников царизма, а также успехи Шамиля в Аварии привели ко всеобщему восстанию в Мехтулинском ханстве и Тарковском шамхальстве. Правительница Мехтулы Нох-Бике писала царским генералам о полном неподчинении населения её приказам и симпатиям к мюридам. В скором времени пророссийские шамхал, правительница Мехтулинского ханства и хан вынуждены были бежать.
10 ноября 1843 года Имам Шамиль вступил на земли шамхальства, где сразу же разгорелось восстание. В. И. Гурко писал:

Шамхальские владения в настоящий момент находятся в полном восстании. Вчерашнего числа 1000 шамхальцев, надев челны в знак мюридизма, разграбили купеческий транспорт, состоявший из 200 повозок, около Низового укрепления 
Соединение восставших с мюридами грозило России полным разрывом сообщений с Закавказьем. К середине ноября восстание начало перекидываться на аулы Койсубулы и Даргинского союза. В. И. Гурко был вынужден снять части с Сулакских укреплений и создать подвижный резерв в Кази-Юрте для охраны сообщений.
Командующий отдельным Кавказским корпусом Нейдгарт писал военному министру, графу Чернышову о волнениях в Акуше, Шамхальстве, Мехтуле и Каракайтаге. 11 ноября восстали также терекемейцы, вступившие в перестрелку с русским гарнизоном. Было осаждено русское укрепление Низовое, гарнизон которого был вынужден уйти из крепости через 8 дней после осады.
Восстание отозвалось и на Сулаке. К мюридам перешел аул Зубутл. Русские войска сумели нанести поражение мюридам под аулом Миатлы, но это не повлияло на распространение восстания.

## Окончание восстания
Имам Шамиль решил привести в порядок управление на территории Шамхальства. Однако вместо назначения наиба Шамиль провозгласил шамхалом глухонемого брата бежавшего шамхала Муххамед-бека, повторив ошибку имама Гази-Мухаммада, не устранившего феодальный титул. В условиях народного антифеодального восстания этот ход был весьма нелогичным и вызвло разочарование у части восставших.
Подтянутые с Кавказской линии русские войска начали свои операции против повстанцев. 14 декабря была деблокирована Темир-хан-Шура, а 15 декабря мюриды и восставшие были разбиты в крупном столкновении у Больших Казанищ. Шамиль потерпел поражение также при Зырянах и вынужден был уйти в горы. Восстание было подавлено